# Kapadocija
Kapadocija (iz lat. Cappadocia) ili Kapadokija (iz grč. Καππαδοκία – Kappadokía; perz. Katpatuka; danas i tur. Kapadokya) starovjekovna je regija koja se nalazi u unutrašnjosti Male Azije odnosno današnje Turske. Povijesni naziv Kapadocija nastavio se koristiti u Zapadnom svijetu i u kršćanskoj tradiciji i u turizmu. Regija obuhvaća izvanredna čuda prirode kao što su stožasti vilinski dimnjaci. Kapadocija također ima i bogato kršćansko povijesno i kulturno naslijeđe.

## Zemljopis
Područje drevne Kapadocije približno odgovara suvremenoj turskoj pokrajini Nevşehir, a njene povijesne granice su predmet rasprave. Pretpostavlja se da je u vrijeme povjesničara Herodota obuhvaćala teritorij od planine Taurus na jugu do regije Pont uz obalu Crnog mora, odnosno od rijeke Eufrat na istoku do jezera Tuz u središnjoj Anatoliji na zapadu. Ipak, povjesničar Strabon je u svojim djelima preuveličao dimenzije Kapadocije, za koju se danas smatra kako se proteže 400 km u smjeru istok-zapad, odnosno 200 km u smjeru sjever-jug.
Grad je tijekom povijesti više puta mijenjao ime i bio je poznat kao Korama, Matiana, Maccan ili Machan, te Avcilar. U šupljinama neobičnih skupina stijena oko grada nalaze se podzemna naselja iz 4. stoljeća, ali i crkve i samostani iz bizantskog doba nakon ikonoklazma. Neke od njih imaju dobro očuvane freske iz razdoblja od 7. do 14. stoljeća. 
Nacionalni park Göreme (turski: Göreme Milli Parklar) u krajoliku neobičnih vulkanskih stijena koje su oblikovane erozijom u aridnoj klimi je, zajedno s povijesnim lokalitetima isklesanima u stijenama Kapadocije, upisan kao svjetska baština UNESCO-a 1985. godine.

## Popularna kultura
Poznati hrvatski pustolov i svjetski putnik Željko Malnar tijekom 1970-ih i 80-ih vodio je brojne ekspedicije u Kapadociju, o kojoj je snimio reportaže i dokumentarne filmove, te napisao knjigu U potrazi za staklenim gradom zajedno s Bornom Bebekom, koja je izdana 1986. godine.

## Vanjske poveznice
- Cappadocia Online  Arhivirana inačica izvorne stranice od 3. lipnja 2009. (Wayback Machine)
- Kapadocija, Livius.org  Arhivirana inačica izvorne stranice od 7. listopada 2014. (Wayback Machine)
- Welcome to Cappadocia Turkey
- Špilje i klanci Kapadokije
- Britanica enciklopedija: Kapadocija

Ostali projekti
|  | Zajednički poslužitelj ima još gradiva o temi Kapadocija |